# Wendell (Idaho)
Pour les articles homonymes, voir Wendell.
Wendell est une ville américaine située dans le comté de Gooding dans l’État de l'Idaho. En 2010, sa population était de 2 782 habitants.

## Traduction
- (en) Cet article est partiellement ou en totalité issu de l’article de Wikipédia en anglais intitulé « Wendell, Idaho » (voir la liste des auteurs).